# Fjodor Lwowitsch Schapiro
Fjodor Lwowitsch Schapiro (russisch Фёдор Львович Шапиро, englische Transkription Fyodor Lvovich Shapiro; * 24. Märzjul. / 6. April 1915greg. in Witebsk; † 30. Januar 1973 in Moskau) war ein sowjetischer Physiker, der auf dem Gebiet der Neutronenphysik arbeitete.

## Leben
Schapiro wurde 1915 in Witebsk in Weißrussland geboren. 1941 beendete er sein Physikstudium an der Lomonossow-Universität Moskau. Während des Zweiten Weltkriegs diente er in der Roten Armee an der Front und im Hinterland und wurde mehrmals verwundet. 1945 ging er an das Lebedew-Institut der Akademie der Wissenschaften der UdSSR, wo er bei dem späteren Physiknobelpreisträger Ilja M. Frank arbeitete. 1959 wechselte er an das neu gegründete Laboratorium für Neutronenphysik des Vereinigten Instituts für Kernforschung (VIK) in Dubna bei Moskau, wo damals gerade der von D. I. Blochinzew konzipierte gepulste Reaktor im Bau war. Schapiro wurde stellvertretender Direktor des Laboratoriums für Neutronenphysik, das später nach I. M. Frank benannt wurde. 1962 wurde er am Institut für Theoretische und Experimentelle Physik in Moskau promoviert (russischer Doktortitel). 1967 wurde er Professor an der Lomonossow-Universität.
Mit dem im VIK Dubna entworfenen und gebauten Forschungsreaktor IBR, der als gepulste Neutronenquelle diente, gewannen Schapiro und seine Mitarbeiter wichtige Erkenntnisse bei der Anwendung der Neutronenstreuung in der Festkörperphysik sowie zu kernphysikalischen Problemen. Besonders bekannt wurden seine Arbeiten zur Erzeugung „sehr kalter“ und „ultrakalter“ Neutronen.
1968 wurde Schapiro zum korrespondierenden Mitglied der Akademie der Wissenschaften der UdSSR gewählt. 1971 erhielt er den Staatspreis der UdSSR. 1977 wurde er postum mit der Kurtschatow-Goldmedaille ausgezeichnet.